# Бугарска на Европском првенству у атлетици у дворани 2017.
Бугарска је учествовала на 34. Европском првенству у дворани 2017 одржаном у Београду, Србија, од 3. до 5. марта. Ово је тридесет четврто европско првенство у дворани на коме је Бугарска учествовала, односно учествовала је на свим првенствима до данас. Репрезентацију Бугарске представљала су 8. такмичара (6 мушкараца и 2 жене) који су се такмичили у 6 дисциплина (4 мушких и 2 женских).
На овом првенству Бугарска је делила 18. место по броју освојених медаља са 1 сребрном медаљом. У табели успешности према броју и пласману такмичара који су учествовали у финалним такмичењима (првих 8 такмичара) Бугарска је са 3 учесника у финалу заузела 19. место са 13 бодова.
| Плас. | Земља    | 1. место | 2. место | 3. место | 4. место | 5. место | 6. место | 7. место | 8. место | Бр. финал. - Бод. |
| ----- | -------- | -------- | -------- | -------- | -------- | -------- | -------- | -------- | -------- | ----------------- |
| 19.   | Бугарска | –        | 1 - 7    | -        | –        | 1 - 4    | –        | -        | 1 - 1    | 3 - 13            |

## Учесници
| Мушкарци: - Денис Димитров — 60 м - Тихомир Иванов — Скок увис - Георги Цонов — Троскок - Златозар Атанасов — Троскок - Румен Димитров — Троскок - Георги Иванов — Бацање кугле | Жене: - Ина Ефтимова — 60 м - Радослава Мавродијева — Бацање кугле |  |

## Освајачи медаља (1)

### Сребро (1)
- Радослава Мавродијева — Бацање кугле

## Резултати

### Мушкарци
| Атлетичар         | Дисциплина   | Лични рекорд | Квалификације | Квалификације | Полуфинале            | Полуфинале           | Финале               | Финале     | Детаљи |
| Атлетичар         | Дисциплина   | Лични рекорд | Резултат      | Место         | Резултат              | Место                | Резултат             | Место      | Детаљи |
| ----------------- | ------------ | ------------ | ------------- | ------------- | --------------------- | -------------------- | -------------------- | ---------- | ------ |
| Денис Димитров    | 60 м         | 6,65         | 6,82          | 5. у гр 1     | Није се квалификовао  | Није се квалификовао | Није се квалификовао | 11/36 (37) |        |
| Тихомир Иванов    | Скок увис    | 2,28         | 2,28 КВ       | 2.            |                       |                      | 2,27                 | 4 / 19     |        |
| Георги Цонов      | Троскок      | 16,75        | 16,73 КВ, ЛРС | 4. кв         | 16,78 ЛР              | 8 / 18               |                      |            |        |
| Румен Димитров    | Троскок      | 16,59        | 16,36 ЛРС     | 12.           | Нису се квалификовали | 12 / 18              |                      |            |        |
| Златозар Атанасов | Троскок      | 16,70        | 15,96         | 17.           | Нису се квалификовали | 17 / 18              |                      |            |        |
| Георги Иванов     | Бацање кугле | 21,02 НР     | 18,94         | 20.           | Нису се квалификовали | 20 / 23              |                      |            |        |

### Жене
| Атлетичарка           | Дисциплина   | Лични рекорд | Квалификације | Квалификације | Полуфинале | Полуфинале | Финале                | Финале       | Детаљи |
| Атлетичарка           | Дисциплина   | Лични рекорд | Резултат      | Место         | Резултат   | Место      | Резултат              | Место        | Детаљи |
| --------------------- | ------------ | ------------ | ------------- | ------------- | ---------- | ---------- | --------------------- | ------------ | ------ |
| Ина Ефтимова          | 60 м         | 7,24         | 7,40 КВ       | 3. у гр. 2    | 7,42       | 6. у гр. 3 | Није се квалификовала | 17 / 37 (38) |        |
| Радослава Мавродијева | Бацање кугле | 18,34        | 17,70 КВ      | 7.            |            |            | 18,36 ЛР              |              |        |